# Piper riocauchosanum
Piper riocauchosanum är en pepparväxtart som beskrevs av Truman George Yuncker. Piper riocauchosanum ingår i släktet Piper och familjen pepparväxter. Inga underarter finns listade i Catalogue of Life.